# Patryk Dudek

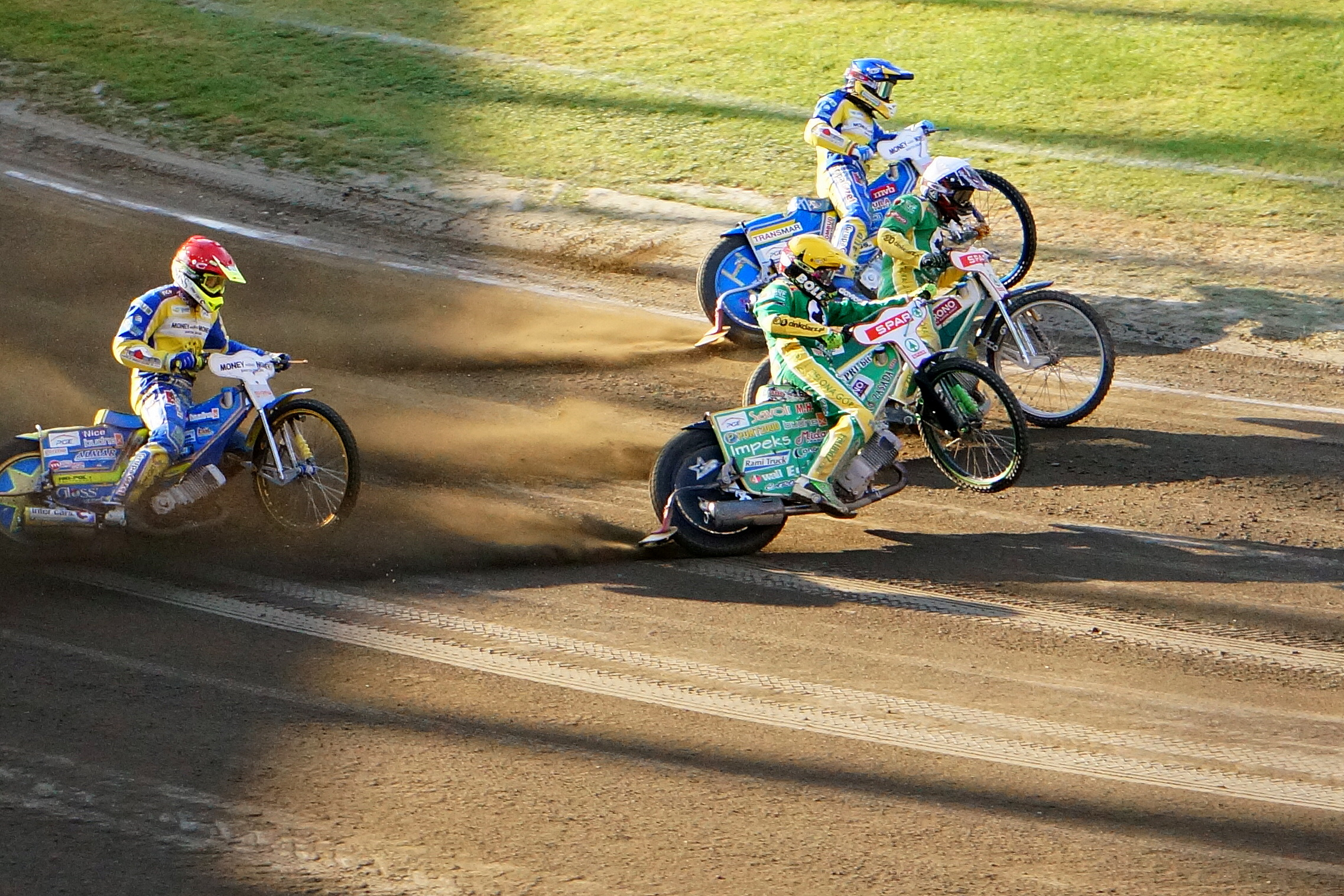
Derby Ziemi Lubuskiej nr 88. Patryk Dudek w żółtym kasku (2015)

Patryk Dudek (ur. 20 czerwca 1992 w Bydgoszczy) – polski żużlowiec.
Wychowanek Falubazu Zielona Góra. Indywidualny wicemistrz świata (2017), czterokrotny złoty medalista drużynowego pucharu świata (2013, 2016, 2017, 2023), z zielonogórskim klubem trzykrotny drużynowy mistrz Polski (2009, 2011 i 2013). Dwukrotny Indywidualny mistrz Polski (2016, 2025).
Syn Sławomira Dudka – również żużlowca.

## Kariera
Sport żużlowy uprawia od 2008 r. – jest wychowankiem klubu Falubaz Zielona Góra (występował w tym zespole do 2021). W Ekstralidze zadebiutował 3 maja 2009 na torze w Zielonej Górze w meczu Lotosem-Wybrzeżem Gdańsk zdobywając 1 punkt. W tym samym sezonie pierwszy raz zdobył złoto DMP, a jego średnia biegowa była równa 1,093.
W sezonie 2013 został indywidualnym mistrzem świata juniorów. Z reprezentacją Polski zwyciężył w drużynowym pucharze świata.
We wrześniu 2014 r. został zawieszony w prawach zawodnika na rok (licząc od 8 sierpnia 2014) oraz skreślony z kadry narodowej za stosowanie niedozwolonego środka dopingującego, metyloheksanaminy.
W 2016 po raz drugi w karierze zwyciężył w drużynowym pucharze świata. Do dorobku polskiej reprezentacji dołożył 10 punktów (2,1,1,3,3).
Dnia 3 września 2016 zwyciężył z kompletem punktów Grand Prix Challenge w Vetlandzie awansując do cyklu Grand Prix 2017. 8 lipca 2017 z reprezentacją polski zdobył trzecie w karierze złoto DPŚ. 7 października wygrał pierwszą rundę Grand Prix w karierze, a w całym cyklu zdobył 143 punkty, co dało mu drugie miejsce w klasyfikacji końcowej. był to najlepszy wynik debiutanta w historii SGP. Średnia biegowa Dudka w PGE Ekstralidze wyniosła 2,056.
Po sezonie 2021, w którym Falubaz zajął ostatnie miejsce w Ekstralidze i spadł do 1. Ligi Patryk Dudek po trzynastu latach jazdy i zdobyciu pięciu medali DMP pierwszy raz w karierze opuścił klub z Zielonej Góry. Jego nowym klubem został Apator Toruń.

## Mistrzostwa Świata i Europy
Stan po sezonie 2024

### Starty w Grand Prix (Indywidualnych Mistrzostwach Świata na Żużlu)

#### Zwycięstwa w poszczególnych zawodach Grand Prix
| Nr | Dzień          | Rok  | Nazwa               | Miejscowość | Tor                  | Długość toru |
| -- | -------------- | ---- | ------------------- | ----------- | -------------------- | ------------ |
| 1. | 7 października | 2017 | Grand Prix Polski   | Toruń       | Motoarena            | 318m         |
| 2. | 8 września     | 2018 | Grand Prix Słowenii | Krško       | Stadion Matije Gubca | 388m         |
| 3. | 4 czerwca      | 2022 | Grand Prix Niemiec  | Teterow     | Bergring Arena       | 314m         |

#### Miejsca na podium
| Nr  | Dzień          | Rok  | Nazwa                        | Miejscowość         | Tor                               | Miejsce | Punkty | Biegi           | Zwycięzca        |
| --- | -------------- | ---- | ---------------------------- | ------------------- | --------------------------------- | ------- | ------ | --------------- | ---------------- |
| 1.  | 29 kwietnia    | 2017 | Grand Prix Słowenii          | Krško               | Stadion Matije Gubca              | 3.      | 13     | (3,3,2,0,1,3,1) | Martin Vaculík   |
| 2.  | 27 maja        | 2017 | Grand Prix Łotwy             | Dyneburg            | Latvijas spīdveja centrs          | 2.      | 16     | (1,1,3,3,3,3,2) | Piotr Pawlicki   |
| 3.  | 24 czerwca     | 2017 | Grand Prix Danii             | Horsens             | CASA Arena (sztuczny tor)         | 3.      | 14     | (3,1,2,3,2,2,1) | Maciej Janowski  |
| 4.  | 26 sierpnia    | 2017 | Grand Prix Polski            | Gorzów Wielkopolski | Stadion im. Edwarda Jancarza      | 2.      | 13     | (0,3,1,2,2,3,2) | Tai Woffinden    |
| 5.  | 7 października | 2017 | Grand Prix Polski            | Toruń               | Motoarena                         | 1.      | 18     | (1,3,2,3,3,3,3) | –                |
| 6.  | 26 maja        | 2018 | Grand Prix Czech             | Praga               | Stadion Markéta                   | 2.      | 14     | (0,2,1,3,3,3,2) | Fredrik Lindgren |
| 7.  | 8 września     | 2018 | Grand Prix Słowenii          | Krško               | Stadion Matije Gubca              | 1.      | 16     | (1,3,1,2,3,3,3) | –                |
| 8.  | 18 maja        | 2019 | Grand Prix Polski            | Warszawa            | PGE Narodowy (sztuczny tor)       | 3.      | 16     | (3,1,3,3,3,2,1) | Leon Madsen      |
| 9.  | 15 czerwca     | 2019 | Grand Prix Czech             | Praga               | Stadion Markéta                   | 3.      | 12     | (1,2,3,1,2,2,1) | Janusz Kołodziej |
| 10. | 4 czerwca      | 2022 | Grand Prix Niemiec           | Teterow             | Stadion Markéta                   | 1.      | 20     | (2,3,3,2,3,3,3) | –                |
| 11. | 13 sierpnia    | 2022 | Grand Prix Wielkiej Brytanii | Cardiff             | Millennium Stadium (sztuczny tor) | 3.      | 16     | (3,0,3,3,1,3,1) | Daniel Bewley    |
| 12. | 15 lipca       | 2023 | Grand Prix Szwecji           | Målilla             | G&B Stadium                       | 3.      | 14     | (2,3,1,3,1,3,1) | Daniel Bewley    |
| 13. | 17 maja        | 2025 | Grand Prix Polski            | Warszawa            | PGE Narodowy (sztuczny tor)       | 3.      | 11+3   | (2,3,1,3,1,1)+3 | Jack Holder      |

#### Punkty w poszczególnych zawodachGrand Prix
| Sezon 2016             |                      |                                 |                                 |                                 |                                |                                 |                                 |                                |                       |                          |                          |                   |         |         |         |         |         |         |         |         |         |        |        |        |        |        |        |        |        |        |        |        |        |        |        |
| GP Słowenii – Krško    | GP Polski – Warszawa | GP Danii – Horsens              | GP Czech – Praga                | GP Wielkiej Brytanii – Cardiff  | GP Szwecji – Målilla           | GP Polski – Gorzów Wielkopolski | GP Niemiec – Teterow            | GP Sztokholmu – Solna          | GP Polski – Toruń     | GP Australii – Melbourne | miejsce                  | miejsce           | miejsce | miejsce | miejsce | miejsce | miejsce | miejsce | miejsce | miejsce | miejsce | punkty | punkty | punkty | punkty | punkty | punkty | punkty | punkty | punkty | punkty | punkty |        |        |        |
| –                      | 8                    | –                               | –                               | –                               | –                              | –                               | –                               | –                              | –                     | –                        | 17                       | 17                | 17      | 17      | 17      | 17      | 17      | 17      | 17      | 17      | 17      | 8      | 8      | 8      | 8      | 8      | 8      | 8      | 8      | 8      | 8      | 8      |        |        |        |
| Sezon 2017             |                      |                                 |                                 |                                 |                                |                                 |                                 |                                |                       |                          |                          |                   |         |         |         |         |         |         |         |         |         |        |        |        |        |        |        |        |        |        |        |        |        |        |        |
| GP Słowenii – Krško    | GP Polski – Warszawa | GP Łotwy – Dyneburg             | GP Czech – Praga                | GP Danii – Horsens              | GP Wielkiej Brytanii – Cardiff | GP Szwecji – Målilla            | GP Polski – Gorzów Wielkopolski | GP Niemiec – Teterow           | GP Sztokholmu – Solna | GP Polski – Toruń        | GP Australii – Melbourne | miejsce           | miejsce | miejsce | miejsce | miejsce | miejsce | miejsce | miejsce | miejsce | miejsce | punkty | punkty | punkty | punkty | punkty | punkty | punkty | punkty | punkty | punkty |        |        |        |        |
| 13                     | 9                    | 16                              | 13                              | 14                              | 10                             | 5                               | 13                              | 11                             | 6                     | 18                       | 15                       |                   |         |         |         |         |         |         |         |         |         | 143    | 143    | 143    | 143    | 143    | 143    | 143    | 143    | 143    | 143    |        |        |        |        |
| Sezon 2018             |                      |                                 |                                 |                                 |                                |                                 |                                 |                                |                       |                          |                          |                   |         |         |         |         |         |         |         |         |         |        |        |        |        |        |        |        |        |        |        |        |        |        |        |
| GP Polski – Warszawa   | GP Czech – Praga     | GP Danii – Horsens              | GP Szwecji – Hallstavik         | GP Wielkiej Brytanii – Cardiff  | GP Skandynawii – Målilla       | GP Polski – Gorzów Wielkopolski | GP Słowenii – Krško             | GP Niemiec – Teterow           | GP Polski – Toruń     | miejsce                  | miejsce                  | miejsce           | miejsce | miejsce | miejsce | miejsce | miejsce | miejsce | miejsce | miejsce | miejsce | punkty | punkty | punkty | punkty | punkty | punkty | punkty | punkty | punkty | punkty | punkty | punkty |        |        |
| 10                     | 14                   | 6                               | 6                               | 10                              | 10                             | 12                              | 16                              | –                              | –                     | 9                        | 9                        | 9                 | 9       | 9       | 9       | 9       | 9       | 9       | 9       | 9       | 9       | 84     | 84     | 84     | 84     | 84     | 84     | 84     | 84     | 84     | 84     | 84     | 84     |        |        |
| Sezon 2019             |                      |                                 |                                 |                                 |                                |                                 |                                 |                                |                       |                          |                          |                   |         |         |         |         |         |         |         |         |         |        |        |        |        |        |        |        |        |        |        |        |        |        |        |
| GP Polski – Warszawa   | GP Słowenii – Krško  | GP Czech – Praga                | GP Szwecji – Hallstavik         | GP Polski – Wrocław             | GP Skandynawii – Målilla       | GP Niemiec – Teterow            | GP Danii – Vojens               | GP Wielkiej Brytanii – Cardiff | GP Polski – Toruń     | miejsce                  | miejsce                  | miejsce           | miejsce | miejsce | miejsce | miejsce | miejsce | miejsce | miejsce | miejsce | miejsce | punkty | punkty | punkty | punkty | punkty | punkty | punkty | punkty | punkty | punkty | punkty | punkty |        |        |
| 16                     | 12                   | 12                              | 7                               | 8                               | 6                              | 8                               | 3                               | 3                              | 4                     | 8                        | 8                        | 8                 | 8       | 8       | 8       | 8       | 8       | 8       | 8       | 8       | 8       | 79     | 79     | 79     | 79     | 79     | 79     | 79     | 79     | 79     | 79     | 79     | 79     |        |        |
| Sezon 2020             |                      |                                 |                                 |                                 |                                |                                 |                                 |                                |                       |                          |                          |                   |         |         |         |         |         |         |         |         |         |        |        |        |        |        |        |        |        |        |        |        |        |        |        |
| GP Polski – Wrocław    | GP Polski – Wrocław  | GP Polski – Gorzów Wielkopolski | GP Polski – Gorzów Wielkopolski | GP Czech – Praga                | GP Czech – Praga               | GP Polski – Toruń               | GP Polski – Toruń               | miejsce                        | miejsce               | miejsce                  | miejsce                  | miejsce           | miejsce | miejsce | miejsce | miejsce | miejsce | miejsce | miejsce | miejsce | miejsce | punkty | punkty | punkty | punkty | punkty | punkty | punkty | punkty | punkty | punkty | punkty | punkty | punkty | punkty |
| 5                      | 8                    | 2                               | 1                               | 7                               | 6                              | 4                               | 6                               | 12                             | 12                    | 12                       | 12                       | 12                | 12      | 12      | 12      | 12      | 12      | 12      | 12      | 12      | 12      | 39     | 39     | 39     | 39     | 39     | 39     | 39     | 39     | 39     | 39     | 39     | 39     | 39     | 39     |
| Sezon 2022             |                      |                                 |                                 |                                 |                                |                                 |                                 |                                |                       |                          |                          |                   |         |         |         |         |         |         |         |         |         |        |        |        |        |        |        |        |        |        |        |        |        |        |        |
| GP Chorwacji – Goričan | GP Polski – Warszawa | GP Czech – Praga                | GP Niemiec – Teterow            | GP Polski – Gorzów Wielkopolski | GP Wielkiej Brytanii – Cardiff | GP Polski – Wrocław             | GP Danii – Vojens               | GP Szwecji – Målilla           | GP Polski – Toruń     | miejsce                  | miejsce                  | miejsce           | miejsce | miejsce | miejsce | miejsce | miejsce | miejsce | miejsce | miejsce | punkty  | punkty | punkty | punkty | punkty | punkty | punkty | punkty | punkty | punkty | punkty |        |        |        |        |
| 5                      | 5                    | 5                               | 20                              | 14                              | 16                             | 11                              | 14                              | 10                             | 2                     | 7                        | 7                        | 7                 | 7       | 7       | 7       | 7       | 7       | 7       | 7       | 7       | 102     | 102    | 102    | 102    | 102    | 102    | 102    | 102    | 102    | 102    | 102    |        |        |        |        |
| Sezon 2023             |                      |                                 |                                 |                                 |                                |                                 |                                 |                                |                       |                          |                          |                   |         |         |         |         |         |         |         |         |         |        |        |        |        |        |        |        |        |        |        |        |        |        |        |
| GP Chorwacji – Goričan | GP Polski – Warszawa | GP Czech – Praga                | GP Niemiec – Teterow            | GP Polski – Gorzów Wielkopolski | GP Szwecji – Målilla           | GP Łotwy – Ryga                 | GP Wielkiej Brytanii – Cardiff  | GP Danii – Vojens              | GP Polski – Toruń     | miejsce                  | miejsce                  | miejsce           | miejsce | miejsce | miejsce | miejsce | miejsce | miejsce | miejsce | punkty  | punkty  | punkty | punkty | punkty | punkty | punkty | punkty | punkty | punkty |        |        |        |        |        |        |
| 6                      | 1                    | 10                              | 6                               | 5                               | 16                             | 4                               | 10                              | 4                              | 14                    | 10                       | 10                       | 10                | 10      | 10      | 10      | 10      | 10      | 10      | 10      | 10      | 10      | 76     | 76     | 76     | 76     | 76     | 76     | 76     | 76     | 76     | 76     | 76     | 76     |        |        |
| Sezon 2024             |                      |                                 |                                 |                                 |                                |                                 |                                 |                                |                       |                          |                          |                   |         |         |         |         |         |         |         |         |         |        |        |        |        |        |        |        |        |        |        |        |        |        |        |
| GP Chorwacji – Goričan | Sprint – Warszawa    | GP Polski – Warszawa            | GP Niemiec – Landshut           | GP Czech – Praga                | GP Szwecji – Målilla           | GP Polski – Gorzów Wielkopolski | Sprint – Cardiff                | GP Wielkiej Brytanii – Cardiff | GP Polski – Wrocław   | GP Łotwy – Ryga          | GP Danii – Vojens        | GP Polski – Toruń | miejsce | miejsce | miejsce | miejsce | miejsce | miejsce | miejsce | miejsce | punkty  | punkty | punkty | punkty | punkty | punkty | punkty | punkty |        |        |        |        |        |        |        |
| –                      | –                    | –                               | –                               | –                               | –                              | –                               | –                               | –                              | 12                    | –                        | –                        | 12                | 17      | 17      | 17      | 17      | 17      | 17      | 17      | 17      | 24      | 24     | 24     | 24     | 24     | 24     | 24     | 24     |        |        |        |        |        |        |        |

| Statystyki        | Statystyki |
| ----------------- | ---------- |
| Starty            | 61         |
| Zwycięstwa        | 3          |
| Miejsca na podium | 12         |
| Finalista         | 19         |
| Punkty            | 555        |

### Drużynowy Puchar Świata
| Sezon | Dzień    | Miejscowość | Miejsce | Punkty | Biegi     | Reprezentacja | Zwycięzca |
| ----- | -------- | ----------- | ------- | ------ | --------- | ------------- | --------- |
| 2013  | 7 lipca  | Praga       |         | 7      | 2,2,2,0,1 | Polska        | –         |
| 2016  | 30 lipca | Manchester  |         | 10     | 3,1,1,2,3 | Polska        | –         |
| 2017  | 8 lipca  | Leszno      |         | 10     | 3,3,2,2,0 | Polska        | –         |
| 2023  | 29 lipca | Wrocław     |         | 6      | 2,3,1,0,– | Polska        | –         |

### Speedway of Nations
Uwaga! W tabeli uwzględniono tylko występy w turniejach finałowych.
| Sezon | Dzień               | Miejscowość | Miejsce | Punkty | Biegi                     | Reprezentacja | Zwycięzca |
| ----- | ------------------- | ----------- | ------- | ------ | ------------------------- | ------------- | --------- |
| 2018  | 8 czerwca 9 czerwca | Wrocław     |         | 3 8+w  | t,1,1,1,-,- 2,1,1,1,2,1+w | Polska        | Rosja     |
| 2019  | 21 lipca            | Togliatti   |         | 6      | 0,2,1,2,1                 | Polska        | Rosja     |
| 2022  | 8 lipca             | Vojens      | 6.      | 2      | 0,2,0,-,-                 | Polska        | Australia |

### Drużynowe mistrzostwa Europy
| Sezon | Dzień      | Miejscowość | Miejsce | Punkty | Biegi     | Reprezentacja | Zwycięzca |
| ----- | ---------- | ----------- | ------- | ------ | --------- | ------------- | --------- |
| 2022  | 15 maja    | Poznań      |         | 11     | 0,2,3,3,3 | Polska        | –         |
| 2024  | 6 kwietnia | Grudziądz   |         | 14     | 3,3,3,2,3 | Polska        | -         |
| 2025  | 28 czerwca | Gdańsk      |         | 12     | 3,2,2,3,2 | Polska        | -         |

### Indywidualne Mistrzostwa Świata Juniorów
| Sezon 2010 |          |           |         |           |              |              |         |         |         |         |         |         |         |         |         |        |        |        |        |        |        |        |        |        |
| Gdańsk     | Dyneburg | Pardubice | miejsce | miejsce   | miejsce      | miejsce      | miejsce | miejsce | miejsce | miejsce | miejsce | punkty  | punkty  | punkty  | punkty  | punkty | punkty | punkty | punkty | punkty |        |        |        |        |
| 4          | 3        | 8         | 12      | 12        | 12           | 12           | 12      | 12      | 12      | 12      | 12      | 15      | 15      | 15      | 15      | 15     | 15     | 15     | 15     | 15     |        |        |        |        |
| Sezon 2011 |          |           |         |           |              |              |         |         |         |         |         |         |         |         |         |        |        |        |        |        |        |        |        |        |
| Poole      | Holsted  | Pardubice | Gniezno | miejsce   | miejsce      | miejsce      | miejsce | miejsce | miejsce | miejsce | miejsce | miejsce | punkty  | punkty  | punkty  | punkty | punkty | punkty | punkty | punkty | punkty |        |        |        |
| 9          | 10       | 10        | 14      | 4         | 4            | 4            | 4       | 4       | 4       | 4       | 4       | 4       | 41      | 41      | 41      | 41     | 41     | 41     | 41     | 41     | 41     |        |        |        |
| Sezon 2012 |          |           |         |           |              |              |         |         |         |         |         |         |         |         |         |        |        |        |        |        |        |        |        |        |
| Lonigo     | Lendava  | Coventry  | Tarnów  | Pardubice | Bahía Blanca | Bahía Blanca | miejsce | miejsce | miejsce | miejsce | miejsce | miejsce | miejsce | miejsce | miejsce | punkty | punkty | punkty | punkty | punkty | punkty | punkty | punkty | punkty |
| –          | 11       | 6         | 13      | –         | –            | –            | 12      | 12      | 12      | 12      | 12      | 12      | 12      | 12      | 12      | 30     | 30     | 30     | 30     | 30     | 30     | 30     | 30     | 30     |
| Sezon 2013 |          |           |         |           |              |              |         |         |         |         |         |         |         |         |         |        |        |        |        |        |        |        |        |        |
| Piła       | Berwick  | Terenzano | miejsce | miejsce   | miejsce      | miejsce      | miejsce | miejsce | miejsce | miejsce | miejsce | punkty  | punkty  | punkty  | punkty  | punkty | punkty | punkty | punkty | punkty |        |        |        |        |
| 14         | 10       | 11        |         |           |              |              |         |         |         |         |         | 35      | 35      | 35      | 35      | 35     | 35     | 35     | 35     | 35     |        |        |        |        |

| Statystyki        | Statystyki |
| ----------------- | ---------- |
| Starty            | 13         |
| Zwycięstwa        | 1          |
| Miejsca na podium | 8          |
| Punkty            | 122        |

### Drużynowe Mistrzostwa Świata Juniorów
| Sezon | Dzień       | Miejscowość | Miejsce | Punkty | Biegi     | Reprezentacja |
| ----- | ----------- | ----------- | ------- | ------ | --------- | ------------- |
| 2010  | 5 września  | Rye House   |         | 1      | 1,w,w,–,– | Polska        |
| 2012  | 1 września  | Gniezno     |         | 13     | 2,3,3,3,2 | Polska        |
| 2013  | 28 września | Pardubice   |         | 10     | 2,1,3,2,2 | Polska        |

### Indywidualne Mistrzostwa Europy Juniorów
| Sezon | Dzień    | Miejscowość | Miejsce | Punkty | Biegi       | Reprezentacja |
| ----- | -------- | ----------- | ------- | ------ | ----------- | ------------- |
| 2009  | 11 lipca | Tarnów      | 5       | 10     | 2,1,3,3,1   | Polska        |
| 2010  | 24 lipca | Goričan     |         | 14+1   | 3,3,3,3,2,1 | Polska        |

### Drużynowe Mistrzostwa Europy Juniorów
| Sezon | Dzień       | Miejscowość | Miejsce | Punkty | Biegi     | Reprezentacja |
| ----- | ----------- | ----------- | ------- | ------ | --------- | ------------- |
| 2009  | 23 sierpnia | Holsted     |         | 2      | 1,1,–,–,– | Polska        |
| 2010  | 8 sierpnia  | Divišov     |         | 15     | 3,3,3,3,3 | Polska        |

## Mistrzostwa Polski

### Drużynowe Mistrzostwa Polski
| Sezon | Klub                              | Miejsce | Średnia biegowa | Liga       | Zwycięzca             |
| ----- | --------------------------------- | ------- | --------------- | ---------- | --------------------- |
| 2009  | Falubaz Zielona Góra              |         | 1,093           | Ekstraliga | –                     |
| 2010  | Falubaz Zielona Góra              |         | 1,418           | Ekstraliga | Unia Leszno           |
| 2011  | Stelmet Falubaz Zielona Góra      |         | 1,444           | Ekstraliga | –                     |
| 2012  | Stelmet Falubaz Zielona Góra      | 4.      | 2,000           | Ekstraliga | Unia Tarnów           |
| 2013  | Stelmet Falubaz Zielona Góra      |         | 2,111           | Ekstraliga | –                     |
| 2014  | SPAR Falubaz Zielona Góra         | 4.      | 1,681           | Ekstraliga | Stal Gorzów           |
| 2016  | Ekantor.pl Falubaz Zielona Góra   |         | 2,101           | Ekstraliga | Stal Gorzów           |
| 2017  | Ekantor.pl Falubaz Zielona Góra   | 4.      | 2,056           | Ekstraliga | Unia Leszno           |
| 2018  | Falubaz Zielona Góra              | 7.      | 2,173           | Ekstraliga | Fogo Unia Leszno      |
| 2019  | Stelmet Falubaz Zielona Góra      | 4.      | 1,933           | Ekstraliga | Fogo Unia Leszno      |
| 2020  | RM Solar Falubaz Zielona Góra     | 4.      | 1,890           | Ekstraliga | Fogo Unia Leszno      |
| 2021  | Marwis.pl Falubaz Zielona Góra    | 8.      | 2,077           | Ekstraliga | Betard Sparta Wrocław |
| 2022  | For Nature Solutions Apator Toruń | 4.      | 2,000           | Ekstraliga | Motor Lublin          |
| 2023  | For Nature Solutions Apator Toruń |         | 1,763           | Ekstraliga | Motor Lublin          |
| 2024  | KS Apator Toruń                   |         | 2,056           | Ekstraliga | Motor Lublin          |

### Indywidualne Mistrzostwa Polski
| Sezon | Dzień                           | Miejscowość                    | Miejsce                 | Punkty                  | Biegi                                      | Klub                                 | Zwycięzca        |
| ----- | ------------------------------- | ------------------------------ | ----------------------- | ----------------------- | ------------------------------------------ | ------------------------------------ | ---------------- |
| 2011  | 3 września                      | Leszno                         | 8.                      | 9                       | (1,2,1,2,3)                                | Stelmet Falubaz Zielona Góra         | Jarosław Hampel  |
| 2012  | 15 sierpnia                     | Zielona Góra                   | 10.                     | 8                       | (2,w,2,2,2)                                | Stelmet Falubaz Zielona Góra         | Tomasz Jędrzejak |
| 2013  | 6 Października                  | Tarnów                         | 4.                      | 13+0                    | (2,3,3,3,2) +0                             | Stelmet Falubaz Zielona Góra         | Janusz Kołodziej |
| 2016  | 1 lipca                         | Leszno                         |                         | 15+3                    | (3,3,3,3,3)                                | Ekantor.pl Falubaz Zielona Góra      | –                |
| 2017  | 2 lipca                         | Gorzów Wlkp.                   |                         | 10+1                    | (2,2,2,3,1)                                | Ekantor.pl Falubaz Zielona Góra      | Szymon Woźniak   |
| 2018  | 4 sierpnia                      | Leszno                         | 7.                      | 8                       | (3,0,1,3,1)                                | Falubaz Zielona Góra                 | Piotr Pawlicki   |
| 2019  | 14 lipca                        | Leszno                         | 6.                      | 11+0                    | (2,2,3,1,3) +0                             | Stelmet Falubaz Zielona Góra         | Janusz Kołodziej |
| 2020  | 7 września                      | Leszno                         | 5.                      | 10+1                    | (1,2,3,2,2) +1                             | RM Solar Falubaz Zielona Góra        | Maciej Janowski  |
| 2021  | 11 lipca                        | Leszno                         | 11. miejsce w półfinale | 11. miejsce w półfinale | 11. miejsce w półfinale                    | Marwis.pl Falubaz Zielona Góra       | Bartosz Zmarzlik |
| 2022  | 9 lipca 15 sierpnia 5 września  | Grudziądz Krosno Rzeszów       | 9.                      | 9 7 5                   | (3,3,0,3) +2+0 (1,0,1,3,2) (1,0,1,3,0)     | For Nature Solutions Apator Toruń    | Bartosz Zmarzlik |
| 2023  | 8 czerwca 16 lipca 4 września   | Rzeszów Piła Łódź              |                         | 11 14 10+2              | (3,1,3,2,2) (2,3,3,2,3,1) (2,1,3,1,2,1) +2 | For Nature Solutions KS Apator Toruń | Bartosz Zmarzlik |
|       |                                 |                                |                         |                         |                                            |                                      |                  |
| 2024  | 6 lipca 27 lipca 10 sierpnia    | Łódź Bydgoszcz Lublin          |                         | 15 13 11                | (3,2,3,1,3,3) (3,3,2,3,1,1) (3,2,2,2,1,1)  | KS Apator Toruń                      | Maciej Janowski  |
| 2025  | 19 czerwca 19 lipca 15 sierpnia | Toruń Ostrów Wlkp. Częstochowa |                         | 15 17 15                | (3,3,3,2,2,2) (3,3,2,3,3,3) (3,2,2,3,3,2)  | Pres Grupa Deweloperska Toruń        | –                |

### Młodzieżowe Indywidualne Mistrzostwa Polski
| Sezon | Dzień       | Miejscowość  | Miejsce | Punkty | Biegi        | Klub                 | Zwycięzca       |
| ----- | ----------- | ------------ | ------- | ------ | ------------ | -------------------- | --------------- |
| 2009  | 8 sierpnia  | Leszno       |         | 13+3   | 2,3,3,2,3 +3 | Falubaz Zielona Góra | –               |
| 2010  | 11 września | Toruń        | 17      | 1      | 1            | Falubaz Zielona Góra | Maciej Janowski |
| 2011  | 2 września  | Gorzów Wlkp. |         | 10     | 0,3,3,2,3    | Falubaz Zielona Góra | Piotr Pawlicki  |
| 2013  | 7 września  | Tarnów       |         | 15     | 3,3,3,3,3    | Falubaz Zielona Góra | –               |

### Mistrzostwa Polski Par Klubowych
| Sezon | Dzień      | Miejscowość         | Miejsce | Punkty   | Biegi           | Zawodnicy w parze                    | Klub                              | Zwycięzca              |
| ----- | ---------- | ------------------- | ------- | -------- | --------------- | ------------------------------------ | --------------------------------- | ---------------------- |
| 2011  | 22 czerwca | Zielona Góra        |         | 9        | (1,0,3,2,1,2)   | Piotr Protasiewicz, Adam Strzelec    | Falubaz Zielona Góra              | Sparta Wrocław         |
| 2018  | 3 maja     | Ostrów Wielkopolski |         | 8+1 (25) | (3,-,2*,-,3,-)  | Piotr Protasiewicz, Grzegorz Zengota | Falubaz Zielona Góra              | Betard Sparta Wrocław  |
| 2020  | 5 sierpnia | Gdańsk              |         | 8+2 (21) | (1,2*,2,2*,d,1) | Piotr Protasiewicz, Damian Pawliczak | RM Solar Falubaz Zielona Góra     | Fogo Unia Leszno       |
| 2023  | 2 kwietnia | Rzeszów             | 4.      | 2 (18+2) | (0,–,1,–,1,–)   | Robert Lambert, Paweł Przedpełski    | For Nature Solutions Apator Toruń | Platinum Motor Lublin  |
| 2024  | 7 kwietnia | Poznań              |         | 8 (23)   | (1,3,2,2)       | Robert Lambert, Emil Sayfutdinov     | KS Apator Toruń                   | Orlen Oil Motor Lublin |
| 2025  | 5 kwietnia | Grudziądz           |         | 1 (21)   | (1,0)           | Robert Lambert, Emil Sayfutdinov     | KS Toruń                          | Orlen Oil Motor Lublin |

### Młodzieżowe Mistrzostwa Polski Par Klubowych
| Sezon | Dzień       | Miejscowość | Miejsce | Punkty | Biegi       | Klub                 | Zwycięzca    |
| ----- | ----------- | ----------- | ------- | ------ | ----------- | -------------------- | ------------ |
| 2009  | 14 sierpnia | Rybnik      |         | 12     | 2,2,2,2,2,2 | Falubaz Zielona Góra | Unia Leszno  |
| 2011  | 1 lipca     | Gdańsk      |         | 14     | 2,3,2,3,1,3 | Falubaz Zielona Góra | WTS Warszawa |

### Młodzieżowe Drużynowe Mistrzostwa Polski
| Sezon | Dzień      | Miejscowość | Miejsce | Punkty | Biegi   | Klub                 | Zwycięzca        |
| ----- | ---------- | ----------- | ------- | ------ | ------- | -------------------- | ---------------- |
| 2010  | 1 września | Łódź        |         | 8      | w,3,2,3 | Falubaz Zielona Góra | Stal Gorzów Wlkp |

### Indywidualne mistrzostwa Ligi Juniorów
| Sezon | Dzień      | Miejscowość  | Miejsce | Punkty | Biegi     | Klub                 | Zwycięzca |
| ----- | ---------- | ------------ | ------- | ------ | --------- | -------------------- | --------- |
| 2011  | 4 września | Zielona Góra |         | 15     | 3,3,3,3,3 | Falubaz Zielona Góra | –         |

## Turnieje – kaski

### Złoty Kask
| Sezon | Dzień           | Miejscowość         | Miejsce | Punkty | Biegi       | Klub                              | Zwycięzca           |
| ----- | --------------- | ------------------- | ------- | ------ | ----------- | --------------------------------- | ------------------- |
| 2012  | 5 maja          | Gorzów Wielkopolski | 7.      | 10     | (3,2,1,2,2) | Stelmet Falubaz Zielona Góra      | Piotr Pawlicki      |
| 2013  | 25 kwietnia     | Rawicz              | 14.     | 4      | (0,1,2,1,t) | Stelmet Falubaz Zielona Góra      | Maciej Janowski     |
| 2016  | 25 kwietnia     | Tarnów              |         | 9      | (3,3,3)     | Ekantor.pl Falubaz Zielona Góra   | –                   |
| 2017  | 20 kwietnia     | Zielona Góra        | 5.      | 9      | (2,1,3,3,0) | Ekantor.pl Falubaz Zielona Góra   | Przemysław Pawlicki |
| 2018  | 19 kwietnia     | Piła                | 10.     | 6      | (3,2,0,1,d) | Falubaz Zielona Góra              | Jarosław Hampel     |
| 2019  | 11 października | Gdańsk              | 8.      | 7      | (1,0,3,1,2) | Stelmet Falubaz Zielona Góra      | Krzysztof Kasprzak  |
| 2020  | 27 lipca        | Bydgoszcz           | 6.      | 10     | (3,3,2,1,1) | RM Solar Falubaz Zielona Góra     | Bartosz Zmarzlik    |
| 2021  | 21 czerwca      | Zielona Góra        | 8.      | 8      | (3,3,0,1,1) | Marwis.pl Falubaz Zielona Góra    | Bartosz Zmarzlik    |
| 2022  | 18 kwietnia     | Opole               |         | 12     | (3,3,1,3,2) | For Nature Solutions Apator Toruń | Bartosz Zmarzlik    |
| 2023  | 6 maja          | Opole               | 13.     | 5      | (0,1,3,0,1) | For Nature Solutions Apator Toruń | Maciej Janowski     |
| 2024  | 1 kwietnia      | Opole               | 6.      | 9      | (2,2,3,2,0) | For Nature Solutions Apator Toruń | Dominik Kubera      |
| 2025  | 21 kwietnia     | Opole               | 9.      | 8      | (t,2,1,3,2) | PRES Grupa Deweloperska Toruń     | Bartosz Zmarzlik    |

### Srebrny Kask
| Sezon | Dzień       | Miejscowość | Miejsce | Punkty | Biegi        | Klub                 | Zwycięzca        |
| ----- | ----------- | ----------- | ------- | ------ | ------------ | -------------------- | ---------------- |
| 2009  | 25 września | Częstochowa | 5       | 10     | 0,2,3,2,3    | Falubaz Zielona Góra | Grzegorz Zengota |
| 2010  | 12 sierpnia | Bydgoszcz   | 5       | 9      | 3,3,3,d,0    | Falubaz Zielona Góra | Maciej Janowski  |
| 2011  | 10 września | Wrocław     |         | 12+2   | 2,2,3,2,3 +2 | Falubaz Zielona Góra | Maciej Janowski  |
| 2013  | 3 sierpnia  | Rawicz      |         | 14     | 3,3,2,3,3    | Falubaz Zielona Góra | Piotr Pawlicki   |

### Brązowy Kask
| Sezon | Dzień       | Miejscowość | Miejsce | Punkty | Biegi        | Klub                 | Zwycięzca       |
| ----- | ----------- | ----------- | ------- | ------ | ------------ | -------------------- | --------------- |
| 2009  | 11 września | Wrocław     |         | 13+3   | 3,2,3,2,3 +3 | Falubaz Zielona Góra | Maciej Janowski |
| 2010  | 5 sierpnia  | Leszno      |         | 15     | 3,3,3,3,3    | Falubaz Zielona Góra | –               |
| 2011  | 13 sierpnia | Częstochowa |         | 14     | 3,3,2,3,3    | Falubaz Zielona Góra | –               |

## Pozostałe osiągnięcia

### Indywidualne Międzynarodowe Mistrzostwa Ekstraligi
| Sezon | Dzień       | Miejscowość | Miejsce | Punkty | Biegi           | Klub                              | Zwycięzca             |
| ----- | ----------- | ----------- | ------- | ------ | --------------- | --------------------------------- | --------------------- |
| 2016  | 28 sierpnia | Gdańsk      | 10.     | 7+d    | (3,2,0,2,d)+d   | Ekantor.pl Falubaz Zielona Góra   | Krystian Pieszczek    |
| 2017  | 14 sierpnia | Gdańsk      | 4.      | 13+0   | (3,3,3,3,1)+0   | Ekantor.pl Falubaz Zielona Góra   | Leon Madsen           |
| 2018  | 5 sierpnia  | Gdańsk      |         | 9+3+3  | (2,3,0,2,2)+3+3 | Falubaz Zielona Góra              | –                     |
| 2019  | 12 lipca    | Gdańsk      | 6.      | 10+2   | (1,3,1,3,2)+2   | Stelmet Falubaz Zielona Góra      | Bartosz Zmarzlik      |
| 2020  | 15 sierpnia | Toruń       | 4.      | 10+2+0 | (3,2,1,1,3)+3+0 | RM Solar Falubaz Zielona Góra     | Bartosz Zmarzlik      |
| 2021  | 18 czerwca  | Toruń       | 12.     | 6      | (d,3,1,0,2)     | Marwis.pl Falubaz Zielona Góra    | Jason Doyle           |
| 2022  | 2 kwietnia  | Toruń       | 10.     | 8+d    | (2,1,3,0,2)+d   | For Nature Solutions Apator Toruń | Bartosz Zmarzlik      |
| 2023  | 1 kwietnia  | Toruń       | 12.     | 6      | (2,0,1,2,1)     | For Nature Solutions Apator Toruń | Bartosz Zmarzlik      |
| 2025  | 4 kwietnia  | Łódź        | 9.      | 7+0    | (3,3,0,1,0)+0   | KS Toruń                          | Michael Jepsen Jensen |

### Turniej o Koronę Bolesława Chrobrego – Pierwszego Króla Polski
| Sezon | Dzień       | Miejscowość | Miejsce | Punkty | Biegi         | Klub                              | Zwycięzca         |
| ----- | ----------- | ----------- | ------- | ------ | ------------- | --------------------------------- | ----------------- |
| 2014  | 30 Kwietnia | Gniezno     |         | 13+3   | 2,3,2,3,3 +3  | Falubaz Zielona Góra              | –                 |
| 2015  | 5 września  | Gniezno     | 4.      | 14+0   | 3,3,2,3,3 +0  | SPAR Falubaz Zielona Góra         | Rafał Okoniewski  |
| 2017  | 1 września  | Gniezno     | 6.      | 12     | 3,3,1,3,1,1   | Ekantor.pl Falubaz Zielona Góra   | Oskar Fajfer      |
| 2021  | 13 września | Gniezno     |         | 18     | 1,3,3,3,3,3,2 | Marwis.pl Falubaz Zielona Góra    | Paweł Przedpełski |
| 2022  | 1 kwietnia  | Gniezno     | 5.      | 14     | 3,2,3,3,3,0   | For Nature Solutions Apator Toruń | Bartosz Smektała  |

### Memoriał im. Edwarda Jancarza
| Sezon | Dzień      | Miejscowość         | Miejsce | Punkty | Biegi         | Klub                            | Zwycięzca        |
| ----- | ---------- | ------------------- | ------- | ------ | ------------- | ------------------------------- | ---------------- |
| 2016  | 3 kwietnia | Gorzów Wielkopolski |         | 19     | 2,2,3,3,3+3+3 | Ekantor.pl Falubaz Zielona Góra | –                |
| 2017  | 9 kwietnia | Gorzów Wielkopolski |         | 13     | 2,0,w,3,3+2+3 | Ekantor.pl Falubaz Zielona Góra | –                |
| 2018  | 31 maja    | Gorzów Wielkopolski |         | 12     | w,2,1,3,2,2,2 | Falubaz Zielona Góra            | Bartosz Zmarzlik |
| 2021  | 18 lipca   | Gorzów Wielkopolski | 4.      | 17     | 3,2,3,3,3,3,0 | Marwis.pl Falubaz Zielona Góra  | Wadim Tarasienko |
| 2024  | 30 marca   | Gorzów Wielkopolski | 5.      | 12     | 2,3,2,3,2,0   | KS Apator Toruń                 | Bartosz Zmarzlik |

### Memoriał Alfreda Smoczyka
W 2015 r. zwyciężył z kompletem punktów w 65. Memoriale Alfreda Smoczyka w Lesznie.

### Memoriał Rifa Saitgariejewa
W maju 2016 zwyciężył w Memoriale Rifa Saitgariejewa rozegranym na torze w Ostrowie zdobywając 14 punktów i wygrywając bieg finałowy.

### Memoriał Anatolija Stiepanowa
Wygrał IX Memoriał Anatolija Stiepanowa zwyciężając w biegu dodatkowym po finale Grand Prix 2017 w Togliatti a wcześniej triumfował już 30 września 2015 r. w VII edycji tego memoriału.

### Memoriał Rycerzy Speedwaya
Zajął drugie miejsce w rozegranym 6 kwietnia 2014 r. na torze w Zielonej Górze I Memoriale Rycerzy Speedwaya. W 2016 r. zwyciężył w trzeciej edycji memoriału zdobywając 13 punktów i zwyciężając bieg finałowy.

### Turniej Race of the Night
W 2017 r. zajął trzecie miejsce w corocznym Turnieju Race of the Night w niemieckim Wittstock wygrywając bieg finałowy.

### Inne
Patryk Dudek został wyróżniony tytułem FIM Rookie of the Year (największe objawienie sezonu w sportach motocyklowych na świecie) w 2013 roku.